# Błażej Śliwiński
Błażej Śliwiński (Gdańsk, 1954. június 25. –) lengyel történész.

## Művei
- Rola polityczna możnowładztwa na Pomorzu Gdańskim w czasach Mściwoja II  (1987)
- Lisowie Krzelowscy w XIV-XV w[ieku] i ich antenaci : studium genealogiczne (1993)
- Kronikarskie niedyskrecje czyli Życie prywatne Piastów (1994)
- Poczet książąt gdańskich : dynastia Sobiesławiców XII-XIII wieku (1997)
- Dzieje kasztelanii chmieleńskiej (2000)
- Pomorze Wschodnie w okresie rządów księcia polskiego Władysława Łokietka w latach 1306-1309 (2003)
- Rzeź i zniszczenie Gdańska przez Krzyżaków w 1308 roku (2006)
- Leszek książę inowrocławski, Kraków : Wydawnictwo Avalon, 2010, ISBN 978-83-60448-85-4
- Bezprym. Pierworodny syn pierwszego króla Polski (986-zima/wiosna 1032) (2014)

## Külső hivatkozások
- nauka-polska.pl